# Equação de Pauli
A equação de Pauli , também conhecida como Equação Schrödinger-Pauli, é uma formulação da Equação de Schrödinger para um spin-partícula que leva em consideração a interação da rotação de uma partícula com o campo eletromagnético. Essas situações são os casos não-relativísticos da Equação de Dirac, onde as partículas em questão tem uma velocidade muito baixa para que os efeitos da relatividade tenham importância, podendo ser ignorados.
A equação de Pauli foi formulada por Wolfgang Pauli no ano de 1927.

## Detalhes
A equação de Pauli é mostrada como: 
{\displaystyle \left[{\frac {1}{2m}}({\vec {\sigma }}\cdot ({\vec {p}}-q{\vec {A}}))^{2}+q\phi \right]|\psi \rangle =i\hbar {\frac {\partial }{\partial t}}|\psi \rangle }
Onde: 
- {\displaystyle m\ \ } é a massa da partícula.
- {\displaystyle q\ \ } é a carga da partícula.
- {\displaystyle {\vec {\sigma }}\ \ } é um vetor de três componentes do dois-por-dois das matrizes de Pauli. Isto significa que cada componente do vetor é uma matriz de Pauli.
- {\displaystyle {\vec {p}}\ \ } é o vetor de três componentes da dinâmica dos operadores. Os componentes desses vetores são: {\displaystyle -i\hbar {\frac {\partial }{\partial x_{n}}}}
- {\displaystyle {\vec {A}}\ \ } é o vetor de três componentes do potencial magnético.
- {\displaystyle \phi \ \ } é o potencial escalar elétrico.
- {\displaystyle |\psi \rangle \ \ } são os dois componentes spinor da onda, podem ser representados como {\displaystyle {\begin{pmatrix}\psi _{0}\\\psi _{1}\end{pmatrix}}}.

De forma mais precisa, a equação de Pauli é:
{\displaystyle \left[{\frac {1}{2m}}\left(\sum _{n=1}^{3}(\sigma _{n}(-i\hbar {\frac {\partial }{\partial x_{n}}}-qA_{n}))\right)^{2}+q\phi \right]{\begin{pmatrix}\psi _{0}\\\psi _{1}\end{pmatrix}}=i\hbar {\begin{pmatrix}{\frac {\partial \psi _{0}}{\partial t}}\\{\frac {\partial \psi _{1}}{\partial t}}\end{pmatrix}}}
Mostra que o  espaço Hamiltoniano (a expressão entre parênteses ao quadrado) é uma matriz operador dois-por-dois, por conta das matrizes {\displaystyle \sigma } de Pauli.